# Fabián Bastidas
Fabián Bastidas, vollständiger Name Fabián Andrés Bastidas, (* 6. Oktober 1993 in Brooklyn, USA) ist ein US-amerikanischer Fußballspieler.

## Karriere
Der 1,75 Meter große Mittelfeldakteur Bastidas steht seit der Saison 2014/15 im Kader des uruguayischen Erstligisten River Plate Montevideo. Er debütierte im Alter von 20 Jahren am 22. September 2014 unter Trainer Guillermo Almada in der Primera División, als er beim 3:1-Heimsieg gegen Centro Atlético Fénix in der Startelf aufgestellt wurde. In der Saison 2014/15 wurde er elfmal (ein Tor) in der höchsten uruguayischen Spielklasse eingesetzt. Anschließend wurde er im Juli 2015 an den Erstligaaufsteiger Villa Teresa verliehen. Dort bestritt er in der Spielzeit 2015/16 ein Ligaspiel (kein Tor).